# Signal de Mailhebiau
Le signal de Mailhebiau (ou Mailhe-Biau) est le point culminant de l'Aubrac, à 1 469 m d'altitude. Il est partagé entre les départements de l'Aveyron et de la Lozère, le sommet lui-même étant situé dans ce dernier département, sur la commune de Trélans.

## Géologie, géographie

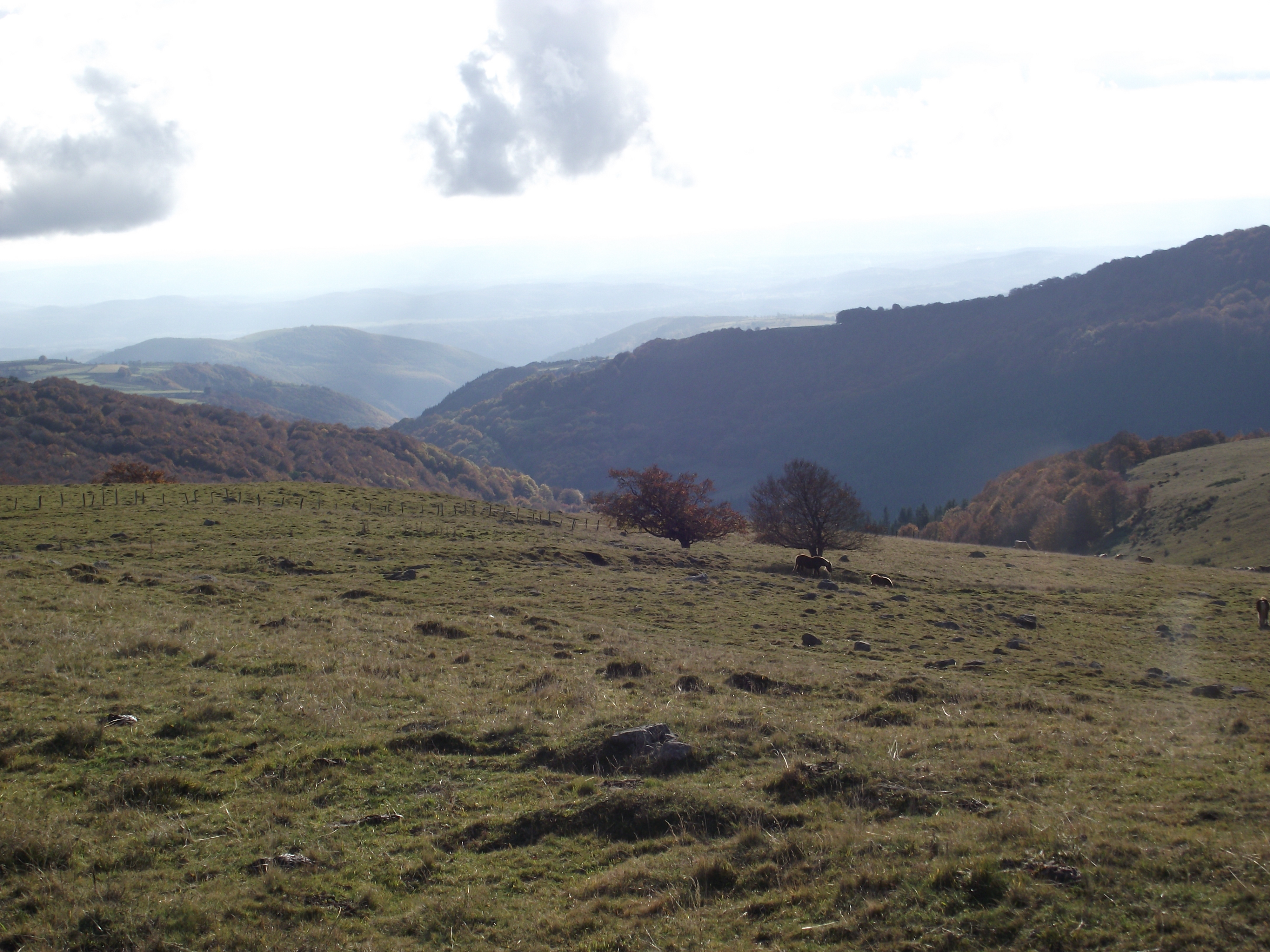
Contraste entre les pentes douces du sommet et les vallées très profondes du versant ouest.

Le sommet se présente sous la forme d'une lourde croupe aux pentes très douces qui émerge à peine du plateau. Les dénivelés sont faibles vers le nord-est mais bien plus importants vers le sud et l'ouest. Dans ces directions, du fait de la convexité du sommet, la pente s'accentue au fur et à mesure que l'on s'en éloigne jusqu'à devenir très accentuée dans les vallées du versant ouest.
Une partie de la montagne est constituée d'un volcan très érodé qui présente des tufs pyroclastiques dans lesquels on peut retrouver des bombes volcaniques en fuseau. Le Mailhebiau constitue un des rares volcans bien identifiables de l'Aubrac, les autres, situés plus au nord, étant difficilement localisables sous la masse du basalte.
Du sommet, et par beau temps, on peut apercevoir le mont Aigoual, le mont Lozère, les monts de la Margeride, le Plomb du Cantal et parfois même les monts Dore. Le Mailhebiau est couvert de pâturages où les vaches de race Aubrac viennent brouter pendant l'été. Sur son flanc nord-est, prend sa source le Bès, la rivière la plus importante de l’Aubrac qui coule vers le nord pour rejoindre la Truyère. Au sud, la montagne domine la vallée du Lot de 1 000 m : c’est le pays des « Boraldes », cours d’eau descendant du faîte de l’Aubrac pour se jeter dans le Lot par des gorges très profondes, sauvages et peu fréquentées (Aubrac aveyronnais).

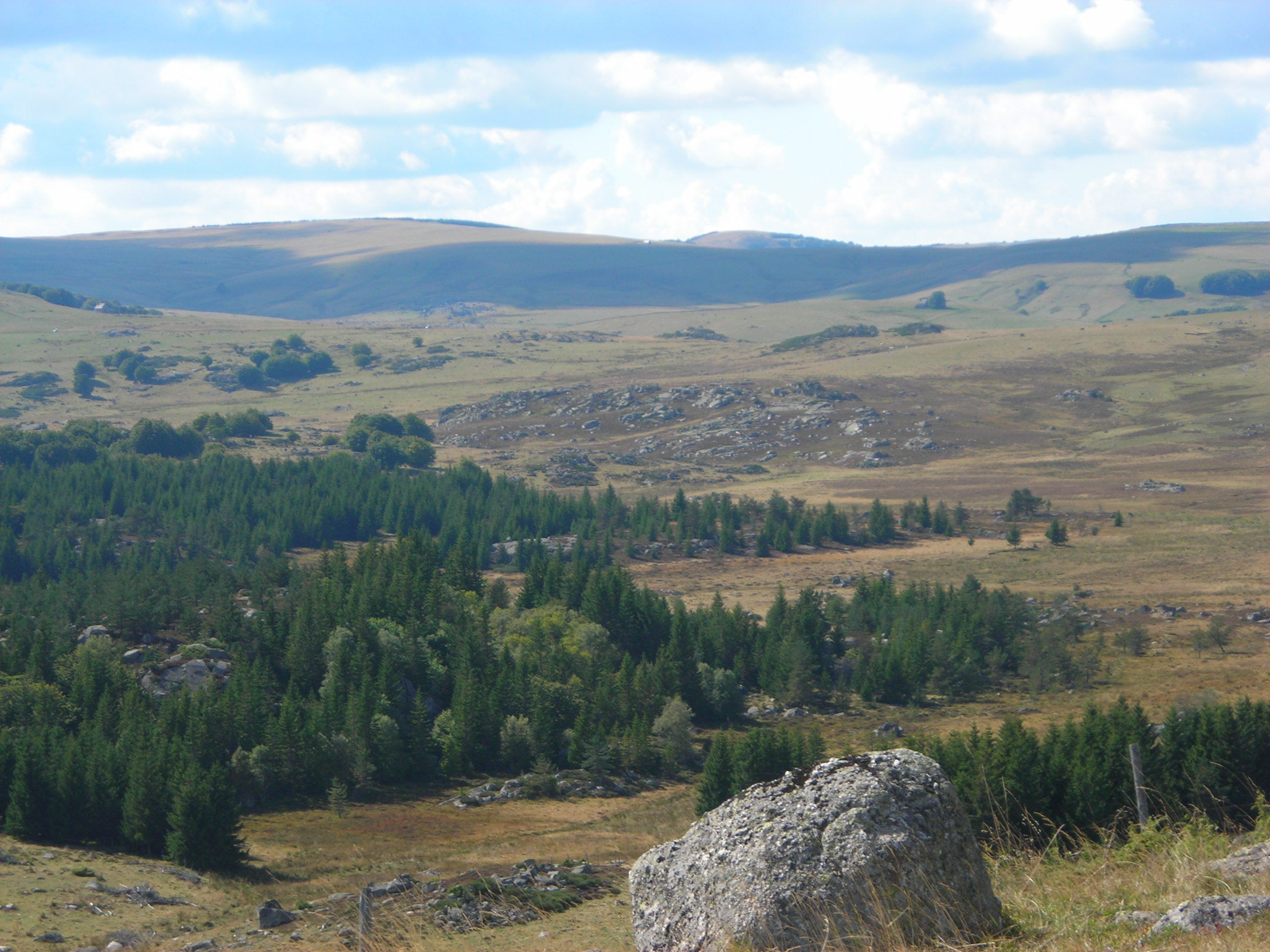
Le signal de Mailhebiau à gauche, le puy d'Alteteste (1 450 m) au centre et la montagne des Rajas (1 400 m) à droite vus depuis le Moure de Legue (1 353 m).
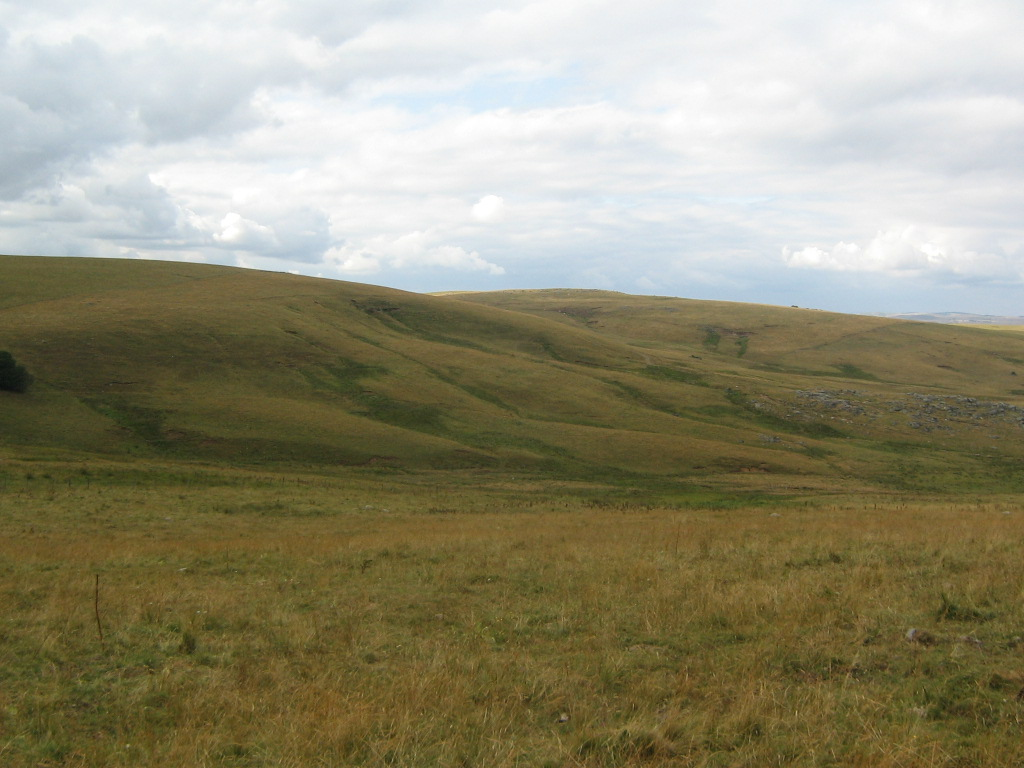
Détail du versant est.
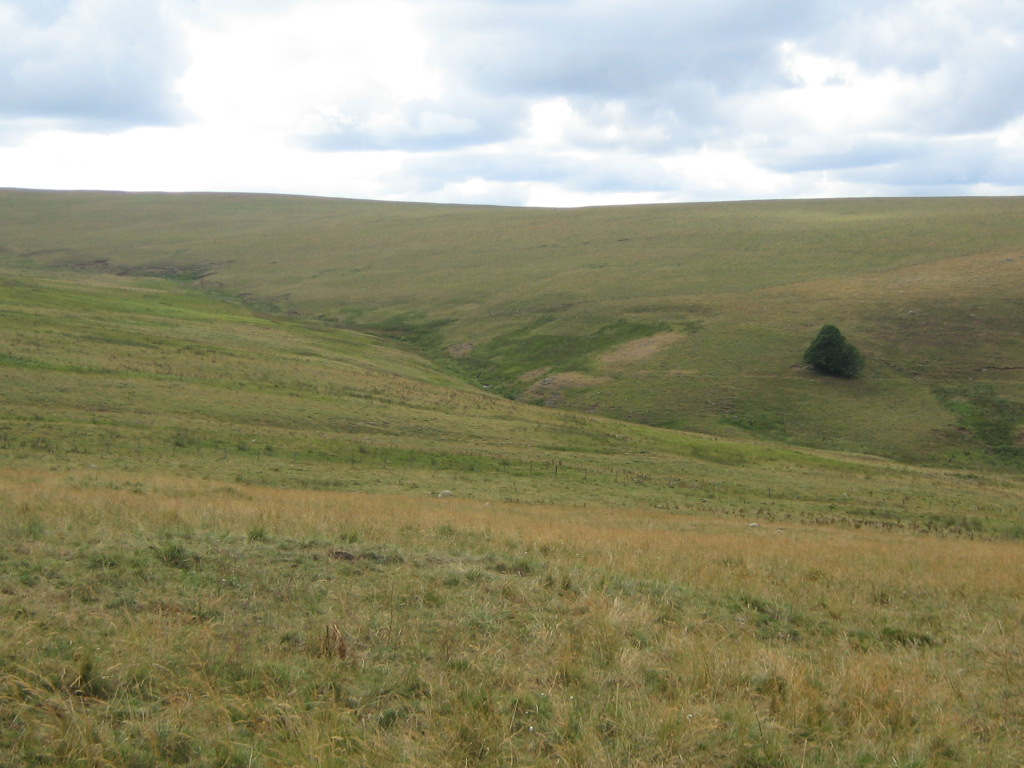
Source du Bès sur le versant est.

## Accès

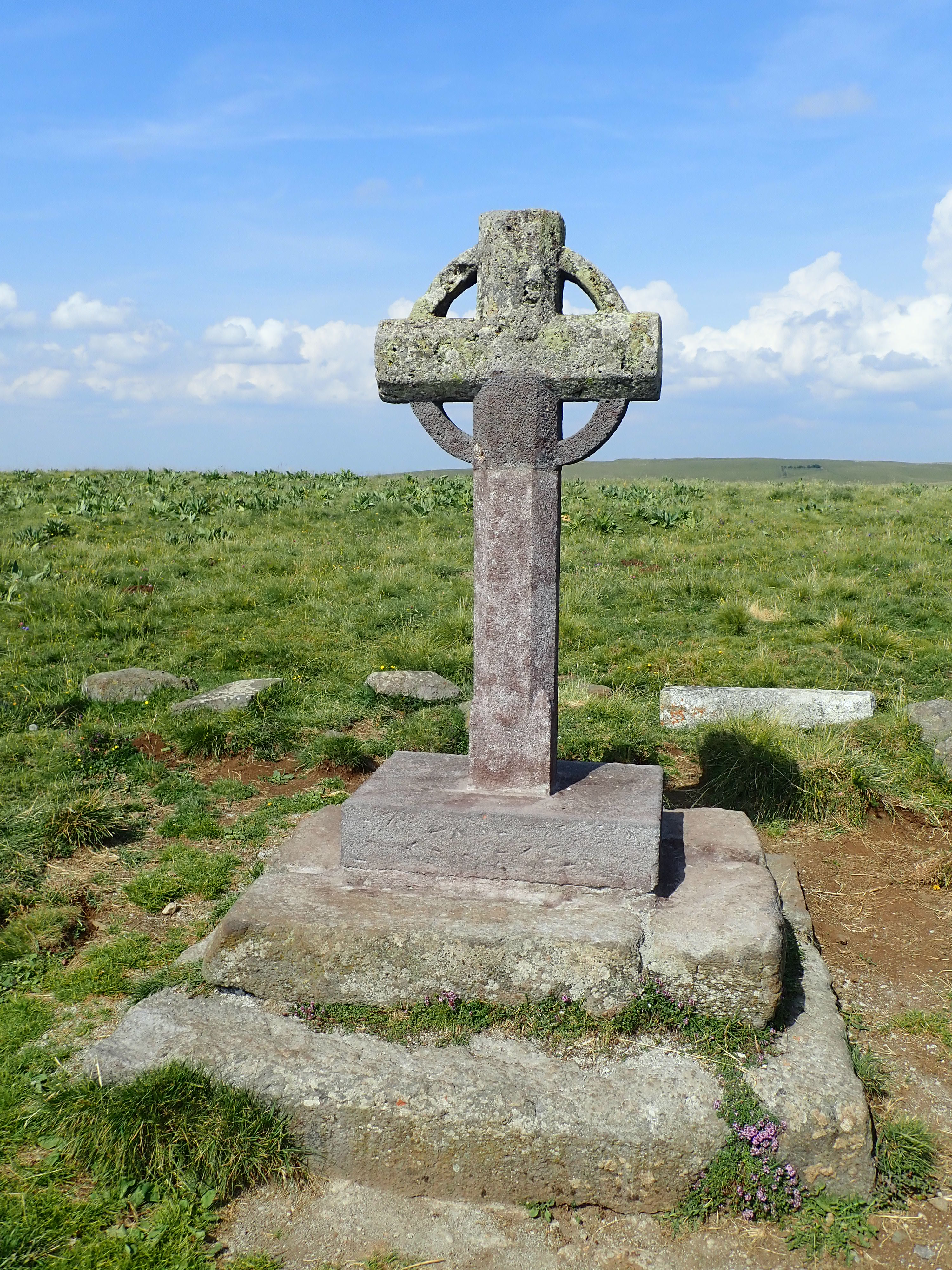
La croix de la Rode, monument emblématique de l'Aubrac, après sa restauration en 2019.

L’ascension du sommet peut se faire du côté lozérien à partir de la « route des lacs » un peu au nord du col de Bonnecombe au point côté 1 328 m (petite maison, embranchement avec le GR 60). Même si le dénivelé est relativement faible, la distance à parcourir est grande et l'accès est malaisé du fait de l'absence de sentier sur la quasi-totalité du parcours, d'un fléchage inexistant et d'un grand nombre de clôtures à franchir. Du côté aveyronnais, l’ascension est plus facile depuis la construction de la route qui mène de Vieurals à Aubrac et qui passe par le col de la Croix de la Rode. Au départ de ce point, on gagne le sommet en empruntant un itinéraire balisé, passant au milieu des pâturages (l'usage d'une carte est néanmoins nécessaire car la mention « Signal de Mailhebiau » ne figure nulle part). Une table d'orientation est présente au sommet, sur laquelle est inscrite un poème célébrant les beautés et le terroir de l'Aubrac.

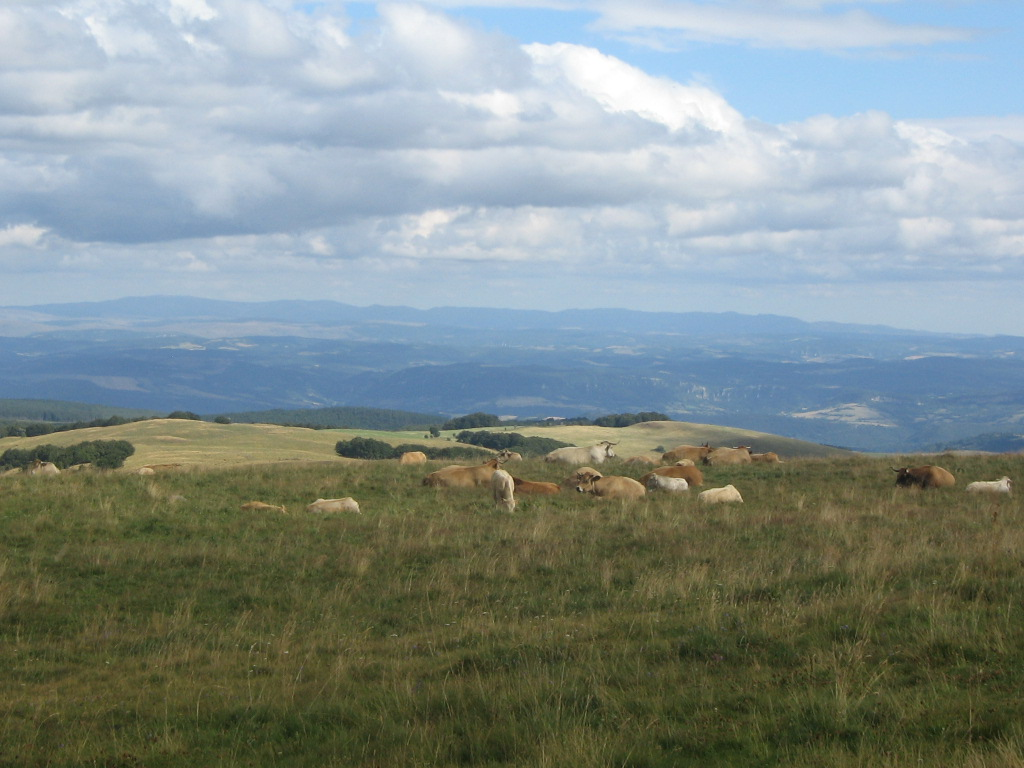
Panorama vers le sud depuis le sommet.
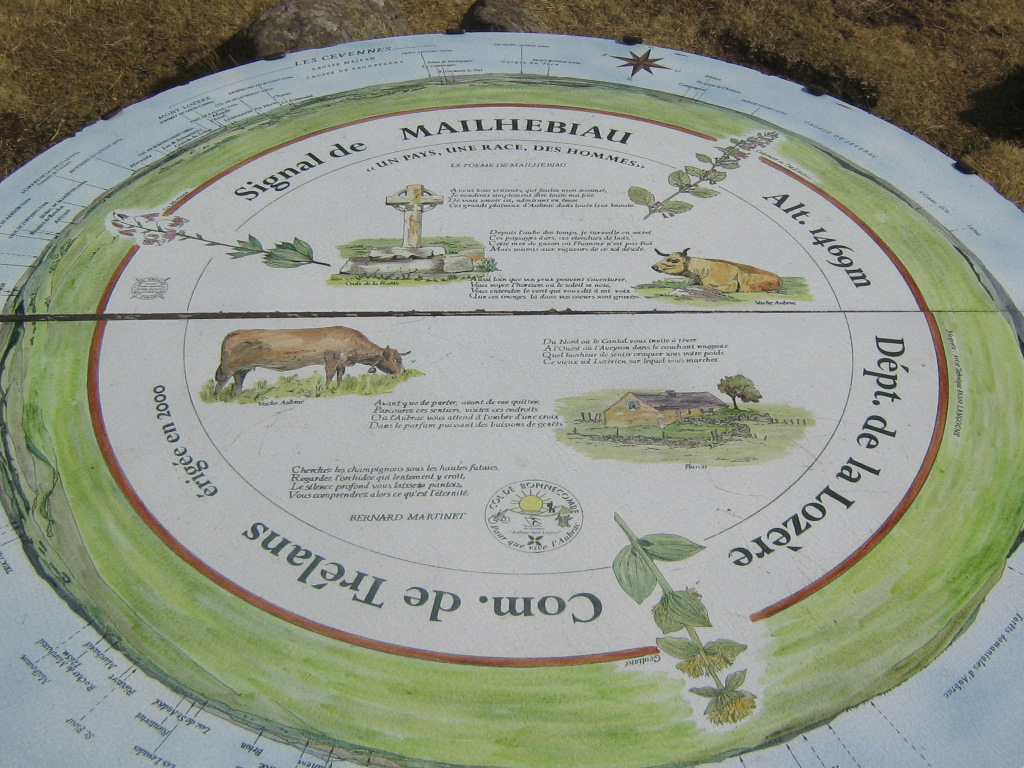
Table d'orientation.